# 木村山守
木村山 守（きむらやま まもる、1981年7月13日 - 2024年7月6日）は、和歌山県御坊市出身で春日野部屋に所属した元大相撲力士。本名は木村 守（きむら まもる）。身長182cm、体重183kg、血液型はA型、星座は蟹座。得意は押し。最高位は西前頭7枚目（2010年11月場所）。愛称はマァマン、キム。

## 来歴
和歌山県立箕島高等学校時代から同郷・同窓である栃乃和歌（後の師匠・春日野）の誘いにより春日野部屋入門への既定路線が敷かれる。高校卒業後に東洋大学へ進学し、大学時代は春日野部屋での出稽古にも励んでいた。2004年3月場所に予てよりの誘いにより春日野部屋に入門し、「木村山」の四股名で初土俵を踏む。大学の同期生には磋牙司と武誠山がいる。本名が「木村」で四股名が「木村山」となった理由は、行司職における木村庄之助などの木村と混同してしまうとの指摘があり、やむを得ず「山」という一字を入れたためである。以降は順調に出世し、2005年11月場所から2006年7月場所まで5場所連続で勝ち越しを決め、2006年9月場所では東幕下筆頭まで昇進したが、その9月場所では2勝5敗という不本意な成績に終わった。
続く2006年11月場所は怪我の治療のため全休し、翌2007年1月場所では幕下下位まで番付を下げたが、その1月場所から同年9月場所まで5場所連続して勝ち越しを決め、西幕下筆頭の位置で迎えた2007年11月場所にも6勝1敗と大きく勝ち越し、翌2008年1月場所において同じ春日野部屋の栃ノ心と共に新十両へ昇進した。その1月場所では7勝8敗と負け越したものの、続く3月場所では11勝4敗の好成績を挙げて初の十両優勝を果たした。続く5月場所でも西十両2枚目の位置で11勝4敗と大きく勝ち越し、翌7月場所において新入幕を果たした。東洋大学出身者としては玉乃島以来2人目、東洋大学卒業者としては初の幕内力士となった。その7月場所では左足首を痛めてしまい7勝8敗と負け越し、翌9月場所と続く11月場所でも負け越してしまい、翌2009年1月場所では十両へ陥落した。翌3月場所に再入幕を果たしたものの、その3月場所では7勝8敗と負け越し、続く5月場所でも5勝10敗と大敗し、翌7月場所では十両へ陥落した。同年11月場所に3回目の入幕を果たしたものの、その11月場所でも4勝11敗と振るわず1場所で十両へ陥落した。
2010年3月場所に西十両4枚目の位置で11勝4敗の好成績を挙げて2回目の十両優勝を果たし、翌5月場所に4回目の入幕を果たした。その5月場所では7勝8敗と負け越したものの、翌7月場所では8勝7敗と幕内では自身初となる勝ち越しを果たした。翌9月場所でも8勝7敗と勝ち越しを決めたが、自己最高位となった翌11月場所から2011年11月場所まで幕内に在位しながらもその間に1回も勝ち越すことができず、2012年1月場所において十両へ陥落した。
場所前に自身の結婚を発表した2012年7月場所では東十両3枚目の位置で9勝6敗と勝ち越しを決め、翌9月場所において5回目の入幕を果たしたものの、その9月場所でも6勝9敗と負け越して、翌11月場所では十両へ陥落した。以降も調子が上がらず、その11月場所も含めて、2013年5月場所まで十両で4場所連続して負け越してしまい、翌7月場所では幕下へ陥落した。後に5月場所前の稽古で右膝膝蓋骨脱臼と左膝の怪我を負っていることも明かされた。幕下陥落を喫した7月場所の時点で空き名跡が8家あり、加えて年齢や妻子持ちという立場を考えれば引退も不思議では無い状況であったが木村山は現役続行を選び、2場所の幕下生活を挟んで11月場所から再十両の土俵に上がった。2013年12月24日に年寄株「岩友」を取得した。
2014年1月場所は序盤から不調で10日目には早くも負け越しが決定。幕下陥落は免れない成績だったが13日目、14日目と連勝して4勝10敗となって現役引退を表明、18代岩友を襲名した。引退会見では「後悔はない。関取目前でヘルニアになって駄目かと思ったけど、部屋の方が一緒に頑張ろうと支えてくれた」と相撲人生を振り返り、思い出の一番として2007年11月場所11日目の華王錦戦を挙げた。同じ席で春日野は「（稽古で）胸を出すのがうまい」と指導者としての活躍に期待した。木村山の断髪式及び年寄「岩友」襲名披露祝賀会は2014年4月26日に東京都内如水会館で執り行われた。
年寄としては春日野部屋付きとして後進の指導に当たりながら、長らく名古屋場所の担当を務めていた。
2024年5月以降は病気療養を続けてきたが、同年7月6日未明、入院先の病院で死去した。42歳没。
部屋付きの二十山親方（元小結・栃乃花）が「力士はみんな驚いていた」と、同じく部屋付きの清見潟親方（元関脇・栃煌山）も「これからも一緒にやっていけると思っていた」と語るなど、部屋関係者は口々に死去に意外の感を示した。
10日に春日野部屋で行われた通夜には協会の八角理事長ら約300人が参列。参列者の1人である部屋OBの元栃ノ心は目を真っ赤にしながら「悔しい。言葉がないですね」と何度も言葉を詰まらせた。
岩友を兄のように思慕していた碧山は名古屋場所の初日の直前にも拘らず東京まで駆け付けて葬儀に参列した。そうした縁からか、年寄名跡「岩友」は碧山が引退後に襲名している。

## エピソード
- トマトが大の苦手。しかしトマトケチャップは大丈夫だという[13]。
- 四股名「木村山」は幕内の経験をある程度積んでからは知名度も上がった上に立派な四股名に感じられたため改名する気持ちがなくなったという。
- 第1子となる長男は2012年9月場所14日目の朝に誕生したが、その前日に負け越しが決定しただけに「勝ち越すまで出てくるのを待っていたようで予定日から8日も遅れた。それで自分が負け越したら出てきた」と木村山は笑っていた[14]。
- 上記と同じく2012年9月場所の5日目には旭日松との取組を行い、非技（勝負結果）の1つである「踏み出し」で敗れる。幕内では2006年9月場所9日目に把瑠都が安馬（現・日馬富士）に敗れて以来の記録である。
- 2011年5月場所、7月場所共に半枚下は十両という幕尻の地位で2場所連続7勝8敗の負け越しを喫したにも拘らずいずれも残留を果たした。前者は大相撲八百長問題に際して大量の処分者が出たため、後者は八百長問題に際して幕内・十両の定員を1枚削減した状態から旧に復したため起こった現象であるが、相撲協会広報部は「過去に聞いたことがない」と説明した[15][16]。
- 廻しを取ることはまずないほど押しに徹しており、現役時代に挙げた343勝の内寄り切りによる白星はたった1番のみである[17]。
- 明るい人物で知られており、断髪式でも涙を見せなかった。竹縄がはさみを入れた際には、竹縄に耳元でゴルフに行く予定をささやかれて思わず吹き出す一幕もあった[8]。死去の際にも元栃ノ心が「どんな時も笑顔の人だった」と生前を評した[18]。
- 2014年1月26日に木村山は年寄「岩友」を襲名したが、これは財団法人時代の相撲協会で年寄襲名を認められた最後の例である。

## 主な成績

### 通算成績
- 通算成績：343勝328敗7休 勝率.511
- 幕内成績：101勝139敗 勝率.421
- 現役在位：59場所
- 幕内在位：16場所

### 各段優勝
- 十両優勝：2回（2008年3月場所、2010年3月場所）

### 場所別成績
| | 一月場所 初場所（東京）  | 三月場所 春場所（大阪） | 五月場所 夏場所（東京） | 七月場所 名古屋場所（愛知） | 九月場所 秋場所（東京） | 十一月場所 九州場所（福岡） |
| --- | ------------------------ | ----------------------- | ----------------------- | --------------------------- | ----------------------- | --------------------------- |
| 2004年 （平成16年） | x                        | （前相撲）              | 東序ノ口12枚目 6–1      | 東序二段62枚目 6–1          | 東三段目93枚目 6–1      | 東三段目35枚目 6–1          |
| 2005年 （平成17年） | 東幕下51枚目 6–1         | 西幕下22枚目 2–5        | 東幕下37枚目 3–4        | 西幕下45枚目 6–1            | 西幕下18枚目 3–4        | 西幕下23枚目 4–3            |
| 2006年 （平成18年） | 西幕下16枚目 4–3         | 東幕下11枚目 4–3        | 西幕下7枚目 5–2         | 東幕下3枚目 4–3             | 東幕下筆頭 2–5          | 西幕下9枚目 休場 0–0–7      |
| 2007年 （平成19年） | 西幕下49枚目 5–2         | 東幕下29枚目 6–1        | 東幕下12枚目 5–2        | 西幕下5枚目 4–3             | 東幕下4枚目 4–3         | 西幕下筆頭 6–1              |
| 2008年 （平成20年） | 西十両11枚目 6–9         | 東十両14枚目 優勝 12–3  | 西十両2枚目 11–4        | 西前頭12枚目 7–8            | 西前頭14枚目 7–8        | 東前頭15枚目 6–9            |
| 2009年 （平成21年） | 西十両筆頭 9–6           | 西前頭15枚目 7–8        | 東前頭16枚目 5–10       | 西十両5枚目 8–7             | 東十両2枚目 9–6         | 西前頭14枚目 4–11           |
| 2010年 （平成22年） | 西十両3枚目 7–8          | 西十両4枚目 優勝 11–4   | 西前頭12枚目 7–8        | 西前頭13枚目 8–7            | 東前頭9枚目 8–7         | 西前頭7枚目 5–10            |
| 2011年 （平成23年） | 西前頭14枚目 6–9         | 八百長問題 により中止   | 東前頭17枚目 7–8        | 西前頭15枚目 7–8            | 西前頭16枚目 7–8        | 東前頭17枚目 4–11           |
| 2012年 （平成24年） | 西十両5枚目 5–10         | 西十両11枚目 8–7        | 西十両9枚目 10–5        | 東十両3枚目 9–6             | 西前頭14枚目 6–9        | 東十両2枚目 6–9             |
| 2013年 （平成25年） | 西十両4枚目 4–11         | 東十両11枚目 7–8        | 西十両11枚目 3–12       | 西幕下6枚目 4–3             | 東幕下3枚目 5–2         | 西十両11枚目 7–8            |
| 2014年 （平成26年） | 西十両11枚目 引退 4–11–0 | x                       | x                       | x                           | x                       | x                           |
| 各欄の数字は、「勝ち-負け-休場」を示す。 優勝 引退 休場 十両 幕下 三賞：敢=敢闘賞、殊=殊勲賞、技=技能賞 その他：★=金星 番付階級：幕内 - 十両 - 幕下 - 三段目 - 序二段 - 序ノ口 幕内序列：横綱 - 大関 - 関脇 - 小結 - 前頭（「#数字」は各位内の序列） |                          |                         |                         |                             |                         |                             |

### 幕内対戦成績
| 力士名   | 勝数 | 負数 | 力士名     | 勝数 | 負数 | 力士名   | 勝数 | 負数 | 力士名   | 勝数 | 負数 |
| -------- | ---- | ---- | ---------- | ---- | ---- | -------- | ---- | ---- | -------- | ---- | ---- |
| 碧山     | 0    | 1    | 朝赤龍     | 5    | 3    | 旭日松   | 0    | 1    | 安美錦   | 1    | 0    |
| 阿覧     | 1    | 2    | 岩木山     | 0    | 1    | 隠岐の海 | 1    | 1    | 魁聖     | 0    | 2    |
| 臥牙丸   | 2    | 1    | 垣添       | 5    | 3    | 春日王   | 0    | 1    | 北太樹   | 2    | 4    |
| 旭天鵬   | 0    | 4    | 光龍       | 3    | 1    | 黒海     | 7    | 5    | 琴春日   | 1    | 2    |
| 磋牙司   | 0    | 2    | 佐田の富士 | 1    | 1    | 霜鳳     | 4    | 2    | 翔天狼   | 2    | 4    |
| 松鳳山   | 1    | 0    | 蒼国来     | 0    | 1    | 大道     | 0    | 3    | 隆の山   | 2    | 0    |
| 高見盛   | 3    | 5    | 髙安       | 0    | 1    | 宝富士   | 2    | 1    | 豪風     | 3    | 3    |
| 玉飛鳥   | 3    | 0    | 玉春日     | 1    | 0    | 玉乃島   | 4    | 1    | 玉鷲     | 4    | 6    |
| 千代大龍 | 0    | 1    | 千代白鵬   | 2    | 2    | 剣武     | 0    | 1    | 出島     | 2    | 2    |
| 天鎧鵬   | 1    | 0    | 時天空     | 2    | 2    | 德瀬川   | 1    | 2    | 土佐ノ海 | 2    | 1    |
| 土佐豊   | 3    | 3    | 豊桜       | 2    | 0    | 豊ノ島   | 0    | 1    | 豊響     | 2    | 7    |
| 白馬     | 0    | 3    | 富士東     | 0    | 2    | 武州山   | 2    | 3    | 普天王   | 1    | 2    |
| 寶智山   | 1    | 0    | 豊真将     | 0    | 4    | 北勝力   | 2    | 3    | 将司     | 1    | 0    |
| 雅山     | 1    | 5    | 妙義龍     | 0    | 1    | 猛虎浪   | 1    | 3    | 山本山   | 1    | 1    |
| 芳東     | 0    | 1    | 嘉風       | 3    | 5    | 露鵬     | 0    | 1    | 若荒雄   | 3    | 2    |
| 若の里   | 0    | 6    |            |      |      |          |      |      |          |      |      |

## 改名歴

### 力士
- 木村山 守（きむらやま まもる）2004年3月場所-2014年1月場所

### 年寄
- 岩友 守（いわとも まもる）2014年1月26日-2024年7月6日